# Corynespora citricola
Corynespora citricola är en svampart som beskrevs av M.B. Ellis 1957. Corynespora citricola ingår i släktet Corynespora och familjen Corynesporascaceae.   Inga underarter finns listade i Catalogue of Life.